# Verkeersleiding
Een verkeersleiding geeft leiding aan verkeer, zodat dit veilig en snel en kan worden afgewikkeld. Verkeersleiding wordt toegepast in de luchtvaart, in de scheepvaart, bij het openbaar vervoer zoals bij spoorwegen en tegenwoordig ook op autosnelwegen. Bij luchtverkeer, spoorwegverkeer en scheepvaartverkeer communiceert de verkeersleiding met individuele bestuurders, of met voer- of vaartuigen.